# Walk into Light
Walk into Light fue el primer disco oficial en solitario de Ian Anderson, alma mater de Jethro Tull. Fue realizado en estrecha colaboración con el entonces teclista de Jethro Tull, Peter-John Vettese.
En realidad, A (álbum) estaba destinado a ser el primer álbum en solitario de Ian Anderson, pero finalmente fue publicado bajo el nombre de su grupo, Jethro Tull; por ello, para muchos, éste es considerado como el segundo, aunque, oficialmente, es el primero.
El tema "Fly by Night", aunque muy distinto a todo lo que Ian Anderson había hecho hasta el momento, obtuvo un relativo éxito.
Los temas "Made in England" y "Toad in the Hole" mantienen el estilo habitual propio de Jethro Tull.

## Lista de temas
| #   | Título                       | Autor                               | Tiempo |
| --- | ---------------------------- | ----------------------------------- | ------ |
| 1.  | "Fly by Night"               | (Ian Anderson / Peter-John Vettese) | 3:57   |
| 2.  | "Made in England"            | (Ian Anderson / Peter-John Vettese) | 5:02   |
| 3.  | "Walk into Light"            | (Ian Anderson)                      | 3:15   |
| 4.  | "Trains"                     | (Ian Anderson / Peter-John Vettese) | 3:23   |
| 5.  | "End Game"                   | (Ian Anderson)                      | 3:24   |
| 6.  | "Black and White Television" | (Ian Anderson)                      | 3:40   |
| 7.  | "Toad in the Hole"           | (Ian Anderson)                      | 3:24   |
| 8.  | "Looking for Eden"           | (Ian Anderson)                      | 3:43   |
| 9.  | "User-Friendly"              | (Ian Anderson / Peter-John Vettese) | 4:03   |
| 10. | "Different Germany"          | (Ian Anderson / Peter-John Vettese) | 5:24   |

## Intérpretes
- Ian Anderson: flauta, guitarra, voces y multi-instrumentos.
- Peter-John Vettese: sintetizador, piano y voces.